# Thelionema
Thelionema je rod jednosupnica iz porodice čepljezovki. Postoje tri vrste, raširene po Australiji i Tasmaniji.
Rod je opisan 1985. godine.

## Vrste
1. Thelionema caespitosum (R.Br.) R.J.F.Hend.
2. Thelionema grande (C.T.White) R.J.F.Hend.
3. Thelionema umbellatum (R.Br.) R.J.F.Hend.